# Neuil
Neuil é uma comuna francesa na região administrativa do Centro, no departamento Indre-et-Loire. Estende-se por uma área de 18,84 km². Em 2010 a comuna tinha 447 habitantes (densidade: 23,7 hab./km²).